# Confluência dos seios
A confluência dos seios (Herófilo) é um dos seios venosos existentes no cérebro humano. Desta maneira, pertence à vascularização do sistema nervoso central 
A confluencia dos seios encontra-se situada imediatamente anterior à protuberância occipital interna e recebe sangue venoso do seio sagital superior, do seio reto e do seio occipital. Externamente a localização da confluência pode ser ser identificada como estando "abaixo" da protuberância occipital externa. .
De seguida, drena para os seios transversos,logo transformam-se em seios sigmóides, que em conjunto com seios petrosos superior e inferior, desembocam no na Veia Jugular interna.(Única drenagem venosa do cérebro)
Desta maneira, é considerada uma estrutura anatómica indispensável para o bom funcionamento do sistema nervoso central.
1. 1 2  Rubin, M. & Safdieh, J.E., 2007. Netter’s Concise neuroanatomy, SAUNDERS ELSEVIER
2. ↑   Anatomia - Gardner, Gray e O'Rahilly- 4ª edição